# 堆囊菌属
堆囊菌属（学名：Sorangium）是多囊菌科下的一个属。

## 下属物种
本属包括以下物种：
- 纤维堆囊菌 Sorangium cellulosum (Brockmann, 1989) Reichenbach, 2007